# Shout at the Devil
Shout at the Devil je druhé album rockové skupiny Mötley Crüe, které vyšlo 26. září 1983. Pro skupinu to bylo průlomové album a velmi vlivné pro tehdejší vlnu hnutí Hair Metal. S následujícími deskami udělalo Shout at the Devil ze skupiny jednu z nejprodávanějších rockových kapel 80. let.

## Seznam skladeb
| Pořadí | Název                               | Autor              | Délka |
| ------ | ----------------------------------- | ------------------ | ----- |
| 1.     | In the Beginning                    | Workman / Sixx     | 1:13  |
| 2.     | Shout at the Devil                  | Sixx               | 3:16  |
| 3.     | Looks That Kill                     | Sixx               | 4:07  |
| 4.     | Bastard                             | Sixx               | 2:54  |
| 5.     | God Bless the Children of the Beast | Mars               | 1:33  |
| 6.     | Helter Skelter                      | Lennon / McCartney | 3:09  |
| 7.     | Red Hot                             | Mars / Neil / Sixx | 3:21  |
| 8.     | Too Young to Fall in Love           | Sixx               | 3:34  |
| 9.     | Knock 'Em Dead, Kid                 | Neil / Sixx        | 3:40  |
| 10.    | Ten Seconds To Love                 | Neil / Sixx        | 4:17  |
| 11.    | Danger                              | Mars / Neil / Sixx | 3:51  |

## Obsazení
- Vince Neil – zpěv
- Mick Mars – kytara
- Nikki Sixx – basová kytara
- Tommy Lee – bicí, piano